# Dicrepidius
Dicrepidius is een geslacht van kevers uit de familie  
kniptorren (Elateridae).
Het geslacht is voor het eerst wetenschappelijk beschreven in 1829 door Eschscholtz.

## Soorten
Het geslacht omvat de volgende soorten:
- Dicrepidius corvinus Candèze, 1859
- Dicrepidius distinctus Fleutiaux, 1911
- Dicrepidius elegans Fleutiaux & Salle, 1889
- Dicrepidius ignotus Fleutiaux & Salle, 1889
- Dicrepidius insularis Champion, 1897
- Dicrepidius palmatus Candèze, 1859
- Dicrepidius pectinicornis Eschscholtz, 1829
- Dicrepidius politus Champion, 1894
- Dicrepidius ramicornis (Palisot de Beauvois, 1805)
- Dicrepidius ramicornis Palisot de Beauvois, 1805
- Dicrepidius serraticornis Champion, 1894
- Dicrepidius thoracicus Candèze, 1859